# 법첩
법첩(法帖)은 습자(習字)의 자습서로서 또한 감상용으로서 고인의 우품(優品)을 돌이나 나무에 파서 새기고, 이것을 인쇄하여 책으로 만든 것을 말한다. 상각(上刻)한 것이 일인인종(一人一種)이라면 단첩(單帖), 많은 사람의 글씨를 모은 것이라면 집첩(集帖)이라 한다. 단첩으로서는 왕희지(王羲之)의 <난정서(蘭亭序)>나 당 사대가(四大家)의 해서작(楷書作) 등이 저명하다. 집첩으로서는 송의 <순화각법첩(淳化閣法帖)>, 명의 <정운관첩(停雲館帖)>, <희홍당첩(戱鴻堂帖)>, 청의 <삼희당첩(三希堂帖)>, <여청재첩(餘淸齋帖)> 등이 알려져 있다. 더욱이 남당(南唐)의 후주(後主)가 고금의 서적(書跡)을 돌에 새겨서 제작한 <승원첩(昇元帖)>이 집첩(集帖)의 시조로 알려져 있다.